# Cénotaphe de Baudelaire
Ne doit pas être confondu avec Tombeau de Baudelaire.
Le cénotaphe de Baudelaire est un cénotaphe sculpté par José de Charmoy et inauguré le 26 avril 1902 au cimetière du Montparnasse, dans le 14e arrondissement de Paris, en l'honneur du poète Charles Baudelaire. Initialement confié à Auguste Rodin, sa réalisation a donné lieu à un scandale artistique.

## Localisation
Ce monument funéraire est situé entre les 26e et 27e divisions du cimetière du Montparnasse, à l'extrémité est de l'avenue transversale. Il est accolé au mur séparant la partie ouest du cimetière et la rue Émile-Richard.
En tant que cénotaphe, il ne contient pas le corps de Baudelaire ; celui-ci repose dans une tombe — partagée avec sa mère et avec son beau-père, le général Aupick — située dans la 6e division du même cimetière,.

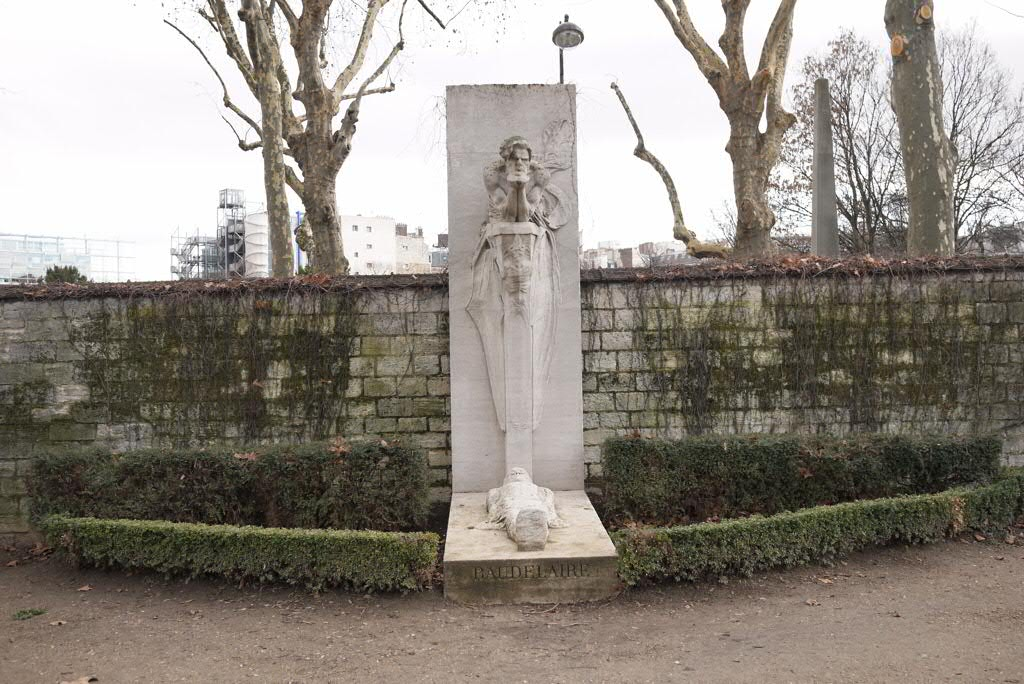
Vue d'ensemble du monument, en 2010.

## Historique
La sculpture est le fruit d'une souscription publique lancée dans La Plume du 1er août 1892, 25 ans après la mort de Baudelaire, par Léon Deschamps, qui reprend une idée déjà énoncée plus tôt par d'autres (Léon Cladel, Roger Marx). Mais le projet fit l'objet d'une querelle initiée par Ferdinand Brunetière dans la Revue des Deux Mondes du 1er septembre suivant : ce critique, adepte du classicisme, jugeait l'œuvre baudelairienne malsaine et indigne d'être célébrée par des hommages publics.
Bien qu'Auguste Rodin se soit engagé à réaliser l'œuvre, et malgré l'adhésion d'un grand nombre d'hommes de lettres de l'époque, cette querelle prit une telle ampleur qu'il faudra dix ans pour que le projet finisse par se concrétiser : réalisé par un sculpteur de moindre renommée, José de Charmoy, qui fit don de son œuvre, il sera inauguré le 26 octobre 1902. Il n'y eut à ce moment-là, et contrairement à la légende, aucun scandale dans la presse quant à cette œuvre. L'inauguration en fut dirigée par Armand Dayot, secondé par Jules Troubat, et avec la participation de Marguerite Moreno et Clovis Hugues, entre autres.
Dans son Guide des curiosités funéraires de Paris, Anne-Marie Minvielle le décrit comme « fantastique et sombre ».
Le cénotaphe de Charles Baudelaire fait l'objet d'une inscription au titre des Monuments historiques par arrêté du 9 octobre 2023.

## Liste des membres du comité
- Président : Leconte de Lisle.
- Membres : Paul Bourget, Jules Claretie, François Coppée, Léon Deschamps, Léon Dierx, Anatole France, Stefan George, Edmond de Goncourt, José-Maria de Heredia, Joris-Karl Huysmans, Bernard Lazare, Camille Lemonnier, Maurice Maeterlinck, Léon Maillard, Stéphane Mallarmé, Roger Marx, Henri Mazel, Louis Ménard, Catulle Mendès, Octave Mirbeau, Jean Moréas, Charles Morice, Nadar, Alexandre Ourousof, Vittorio Pica, Edmond Picard, Henri de Régnier, Adolphe Retté, Jean Richepin, Édouard Rod, Georges Rodenbach, Félicien Rops, Henry Roujon, Aurélien Scholl, Emmanuel Signoret, Armand Silvestre, Stuart Merrill, Sully Prudhomme, Algernon Swinburne, Laurent Tailhade, Auguste Vacquerie, Alfred Vallette, Paul Verlaine, Émile Verhaeren, Francis Vielé-Griffin, Émile Zola.